# EMET-Preis
Der EMET-Preis (EMET Prize for Art, Science and Culture) ist ein israelischer Preis, der für Leistungen in Wissenschaft, Kunst und Kultur mit weitreichenden bedeutenden Auswirkungen auf die Gesellschaft vergeben wird.

## Vergabekriterien
Er wird an israelische Bürger vergeben oder gelegentlich an Ausländer, die ständig in Israel wohnen, von einem vom  israelischen Premierminister ernannten Komitee vergeben und ist von der A.M.N. Foundation for the Advancement of Science, Art and Culture in Israel finanziert, einer wohltätigen Stiftung, die 1999 von dem Mexikaner Alberto Moscona Nisim gegründet wurde. Der EMET-Preis wird in fünf Kategorien jährlich seit 2002 vergeben und ist mit insgesamt 1 Million Dollar dotiert. Die Kategorien sind: Exakte Wissenschaften (Exact Sciences), Biologie/Medizin (Life Science), Sozialwissenschaften (Social Sciences), Geisteswissenschaften (Humanities) und Kultur/Kunst (Culture and Arts). Dabei kann in einzelnen Jahren auch eine Kategorie nicht vergeben werden. Manchmal wurde auch ein Ehrenpreis vergeben.

## Preisträger
| Jahr | Exact Sciences                                                                | Life Sciences                                                    | Social Sciences                                                             | Humanities                                                                        | Culture and Arts                                            | Ehrenpreis                                 |
| ---- | ----------------------------------------------------------------------------- | ---------------------------------------------------------------- | --------------------------------------------------------------------------- | --------------------------------------------------------------------------------- | ----------------------------------------------------------- | ------------------------------------------ |
| 2002 | Dan Shechtman, Raphael Levine, Chemie                                         | Avram Hershko, Aaron Ciechanover, Leo Sachs, Medizin und Genetik | Elhanan Helpman, Israel Aumann, Wirtschaftswissenschaft                     | Israel M. Ta-Shema (talmudische Studien), Moshe Idel (jüdische Philosophie)       | S. Izhar, Literatur                                         |                                            |
| 2003 | Igal Talmi, Yuval Neeman, Physik                                              | Varda Rotter, Moshe Oren, Ilan Chet, Biologie/Landwirtschaft     | Ruth Gavison, Jura                                                          | Michael Confino, Moshe Jammer, Geschichte                                         | Rina Schenfeld, Tanz, Noam Sheriff, Musik                   |                                            |
| 2004 | Michael O. Rabin, Informatik, Hillel Fürstenberg, Mathematik                  | Michel Revel, Biotechnologie, Moshe Abeles, Hirnforschung        | Mario Mikulincer, Psychologie/Pädagogik, Haim Harari, Pädagogik, Zvi Lamm   | Meir Benayahu, Geschichte, Emanuel Tov, Bibelforschung                            | Yir Garbuz, Malerei, Yaacov Dorchin, Bildhauer              |                                            |
| 2005 | Meir Wilchek, Chemie, Zeev Tadmor, Chemieingenieur                            | Yosef Shiloh, Krebsforschung, Zvi Selinger, Biologie             | Amos Kloner, Ephraim Stern, Archäologie, Shmuel Noah Eisenstadt, Soziologie | Raphael Jehuda Zwi Werblowsky, Religion, Benjamin Harshav (Hrushovski), Literatur | Michael Gurevich, Theater, Orna Porat, Schauspielerin       |                                            |
| 2006 | Yakir Aharonov, Physik, Yoseph Imry, Physik, Zvi Garfunkel, Geowissenschaften | Peretz Lavie, Medizin, Ada Yonath, Eli Keshet, Biologie          | Haim Levy, Ariel Rubinstein, Wirtschaftswissenschaft                        | Yaakov Sussmann, Talmud, Yehuda Liebes, jüdische Philosophie                      | Zvi Narkis, Design, Nitza Metzger-Szmuk, Architekt          |                                            |
| 2007 | Micha Sharir, Informatik, Vitali Milman, Shmuel Agmon, Mathematik             | Yosef Yarden, Biochemie, Eliora Ron, Mikrobiologie               | Aharon Barak, Jura, Shlomo Giora, Kriminologie                              | Avishai Margalit, Philosophie, Myriam Yardeni, Geschichte                         | Sami Michael, David Grossman, Literatur                     |                                            |
| 2008 | Joshua Jortner, Itamar Willner, Chemie                                        | Bathsheva Kerem, Yoram Groner, Genetik                           | Moshe Dov Caspi, Rachel Elboim-Dror, Pädagogik                              | Etan Kohlberg und Sasson Somekh, Orientalistik                                    | Yizhak Sadai, Yoni Rechter, Musik                           |                                            |
| 2009 | Harry Lipkin, Physik                                                          | Chaim Cedar, Aharon Razin, Krebsforschung                        |                                                                             | Menahem Kahana, Talmud, Zev Harvey, jüdische Philosophie                          | Yair Vardi, Ohad Naharin, Tanz                              |                                            |
| 2010 | Sarit Kraus, David Harel, Informatik                                          | Moussa Youdim, Baruch Minke, Hirnforschung                       | Carmela Menashe, Journalistin                                               | Itamar Singer, Historiker (antiker naher Osten), David Dean Shulman, Indologe     | Sh. Shifra, Literatur                                       |                                            |
| 2011 | Saharon Shelah, Noga Alon, Mathematik                                         |                                                                  | Dan Zakay, Gershon Ben-Shakhar, Psychologie                                 | Eliav Shochetman, Berachyahu Lifshitz, jüdisches Gesetz                           | Miki Kratsman Hanan Laskin, Fotografie                      |                                            |
| 2012 | Raphael Mechoulam, Abraham Nitzan, Chemie                                     | Adi Kimchi, Marshall Devor, Physiologie                          | Menahem E. Yaari, Wirtschaftswissenschaft                                   | Ruth A. Berman, Moshe Bar-Asher, Linguistik                                       | Lea Koenig-Stolper, Schauspielerin                          |                                            |
| 2013 | Moti Heiblum, Physik                                                          | Ben-Zion Shilo, Giora Simchen, Gideon Rechavi, Genetik           | Shlomo Avineri, Politikwissenschaft                                         | David M. Bunis, jüdische Geschichte                                               | Zvi Goldstein, Malerei, Nahum Tevet, Bildhauer              |                                            |
| 2014 | Shimon Ullman, Informatik                                                     | David Wallach, Biotechnologie                                    | Yitzhak Zamir, Ariel Porat, Jura                                            | Naama Goren-Inbar, Yoram Tsafrir, Archäologie                                     | Shlomo Aronson, Yaacov Yaar, Architektur                    | Michael Sela                               |
| 2015 | Joseph Loya, Daniel Rosenfeld, Geo- und Umweltwissenschaften                  | Morris Soller, Dani Zamir, Landwirtschaft                        | Bat-Sheva Eylon, Miriam Ben-Peretz, Pädagogik                               | Dov Schwartz, jüdische Philosophie                                                | Betty Olivero, Tzvi Avni, Musik                             | Gabriel Bach (ehemaliger oberster Richter) |
| 2016 | David Kazhdan, Joseph Bernstein (Mathematik)                                  | Haim Sompolinsky (Hirnforschung)                                 | Zahava Solomon, Rami Benbenishty (Sozialarbeit)                             | Yehuda Bauer, Holocaust-Forschung                                                 | Abraham B. Yehoshua, Ronit Matalon (hebräische Literatur)   |                                            |
| 2017 | Jacob Ziv, Informatik                                                         | Zelig Eshhar, Alexander Levitzki, Krebsforschung                 | Assaf Razin, Wirtschaftswissenschaft                                        | David Heyd, Philosophie                                                           | Oded Kotler, Aryeh Yevgeny, Theater                         |                                            |
| 2018 | Meir Lahav, Leslie Leiserowitz, Chemie                                        | Hanna Engelberg-Kulka, Efrat Levy-Lahav, Genetik                 | Eva Illouz, Hanna Herzog, Soziologie                                        | Nahum Rakover, jüdisches Recht                                                    | Michal Rovner, Sharon Yaari, Fotografie                     |                                            |
| 2019 | Mordechai Segev, Zvi Piran, Physik                                            | Yair Reisner, Michal Schwartz, Yinon Ben-Neriah, Bio-Medizin     | Michal Sobel, Benjamin Z. Kedar, Geschichte                                 | Avner de Shalit, Ezer Gat, Politikwissenschaft                                    | Hannah Amit Cochavi, David Weinfeld, Übersetzungen          |                                            |
| 2020 | Yechezkel Barenholz, Reshef Tenne, Biochemie                                  | Dan S. Tawfik, Biochemie                                         | Ruth Feldman, Psychologie                                                   | Devorah Diment, Eliezer Greenstein, Bibelforschung                                | Bracha Chyutin, Shammai Assif, Architektur und Stadtplanung |                                            |
| 2021 | Keine Vergabe wegen der COVID-19-Pandemie                                     | Keine Vergabe wegen der COVID-19-Pandemie                        | Keine Vergabe wegen der COVID-19-Pandemie                                   | Keine Vergabe wegen der COVID-19-Pandemie                                         | Keine Vergabe wegen der COVID-19-Pandemie                   | Keine Vergabe wegen der COVID-19-Pandemie  |
| 2022 |                                                                               | Rafael Malach, Hermona Soreq, Hirnforschung                      | Ruth Lapidoth, Amnon Rubinstein, Rechtswissenschaften                       | Oded Lipschits, Gideon Shelach-LLavi, Archäologie                                 |                                                             |                                            |
| Jahr | Exact Sciences                                                                | Life Sciences                                                    | Social Sciences                                                             | Humanities                                                                        | Culture and Arts                                            | Ehrenpreis                                 |